# Municipio de Fairview (condado de Barton)
El municipio de Fairview (en inglés: Fairview Township) es un municipio ubicado en el condado de Barton en el estado estadounidense de Kansas. En el año 2010 tenía una población de 89 habitantes y una densidad poblacional de 0,95 personas por km².

## Geografía
El municipio de Fairview se encuentra ubicado en las coordenadas 38°39′36″N 98°58′27″O / 38.66000, -98.97417. Según la Oficina del Censo de los Estados Unidos, el municipio tiene una superficie total de 93.77 km², de la cual 93,74 km² corresponden a tierra firme y (0,04 %) 0,04 km² es agua.

## Demografía
Según el censo de 2010, había 89 personas residiendo en el municipio de Fairview. La densidad de población era de 0,95 hab./km². De los 89 habitantes, el municipio de Fairview estaba compuesto por el 100 % blancos. Del total de la población el 3,37 % eran hispanos o latinos de cualquier raza.